# Arno Lücker
Arno Lücker (* 14. April 1979 in Braunschweig) ist ein deutscher Komponist und Musikkritiker.

## Leben
Lücker wuchs in Krähenwinkel bei Hannover auf. Als Schüler erhielt er unter anderem Klavierunterricht bei Martin Dörrie an der Hochschule für Musik und Theater Hannover. Er spielte Kontrabass in verschiedenen Orchestern. Nach dem Abitur und dem Zivildienst studierte er ab 1999 in Hannover, Freiburg und Berlin Musikwissenschaft und Philosophie. Seine Magisterabschlussprüfung hatte das Thema Trost bei Theodor W. Adorno. Seine 2005 an der Humboldt-Universität zu Berlin eingereichte Magisterarbeit handelte von einem Lied Gustav Mahlers.
Im November 2000 gewann er bei einem Klavierwettbewerb den zweiten Preis, zwei Wochen später folgte ein erster Kompositionspreis für Variationen auf ein Thema von Sergej Prokofiew (UA Ensemble Sortisatio) beim Hans-Stieber-Wettbewerb im Rahmen der Hallischen Musiktage. Seit einigen Jahren publiziert Lücker in diversen musikwissenschaftlichen Fachzeitschriften. Zudem ist er als Musikkritiker tätig (unter anderem für die Berliner Zeitung und die Neue Musikzeitung). Seine Werke wurden von verschiedenen Rundfunkanstalten produziert, so beispielsweise vom Bayerischen Rundfunk, Deutschlandfunk und Deutschlandradio.  Seit 2008 ist er als Geschäftsführer der Berliner Gesellschaft für Neue Musik tätig. 
Von 2010 bis 2018 war er als Dramaturg für Neue Musik am Konzerthaus Berlin tätig. Eine dort von ihm moderierte Veranstaltungsreihe wurde nach einer Kontroverse um ein parodistisch gemeintes Shred-Video beendet. Der Violinist Daniel Hope, der darin mit anzüglichen Bemerkungen synchronisiert wurde, hatte mit rechtlichen Schritten wegen Beleidigung und Rufschädigung gedroht.
Von 2021 bis 2023 war Lücker Redakteur der Zeitschrift Opernwelt. Eine im VAN Magazin veröffentlichte Reihe über Komponistinnen fasste er 2023 im Buch 250 Komponistinnen zusammen.

## Preise
- Hans-Stieber-Preis (2000)

## Werke (Auswahl)
- Approachazurka (für zweikanalige Zuspielung, 2008)
- Hammer Klavier (für zweikanalige Zuspielung, 2008)
- Grunge (für Klavier, 2007)
- Borderline (Version für Akkordeon und Flügelhorn, 2007)
- Borderline (Version für Akkordeon und Horn, 2007)
- Denn Du bist bei mir (für Klavier, 2006)
- Ich […] nicht (für Flöte, Klarinette (b), Violine, Viola und Violoncello, 2006)
- Kadenz zum Klavierkonzert c-Moll KV 491 (I. Allegro von W. A. Mozart, 2006)
- Echo (für Horn Solo, 2006)
- Etude chromatique (für Violine und Klavier, 2005)
- Funny Games I (für Klavier, 2005)

## Schriften (Auswahl)
- Reinhard Keisers Orpheus-Opern – Anmerkungen zu den Libretti. In: Frankfurter Zeitschrift für Musikwissenschaft. 7 (2004) 9, S. 69–92.
- „Mahlers Gefahr ist die des Rettenden“. Trost bei Adorno und das „Lied von den schönen Trompeten“. In: Musik & Ästhetik. 11 (2007) 43, S. 68–79.
- So normal wie ein Audioguide im Museum. Ein Gespräch über Vermittlungsmotivationen. In: positionen. 92 (2012), S. 21–23.
- 250 Komponistinnen: Frauen schreiben Musikgeschichte. Die andere Bibliothek, Berlin 2023, ISBN 978-3-8412-3368-4.